# Килпъявр (посёлок)
Килпъявр — посёлок в Кольском районе Мурманской области. Входит в сельское поселение Междуречье. В посёлке ранее располагался аэропорт Мурманска, сейчас аэродром Килпъявр. Во время Великой Отечественной войны на аэродроме базировались 19-й и 20-й ГИАП — гвардейские авиационные полки.
Посёлок является закрытым, доступ по пропускам. 

## Этимология
Название посёлку дано по озеру, на котором он находится. Этимология озера восходит к саамским словам кылп — передняя надглазная ветвь оленьего рога и явр — озеро.

## Население
| 2002 | 2010 |
| ---- | ---- |
| 1805 | ↘884 |

Численность населения, проживающего на территории населённого пункта, по данным Всероссийской переписи населения 2010 года составляет 884 человека, из них 488 мужчин (55,2 %) и 396 женщин (44,8 %). По данным переписи 2002 года в посёлке проживало 1805 жителей.

## Примечания

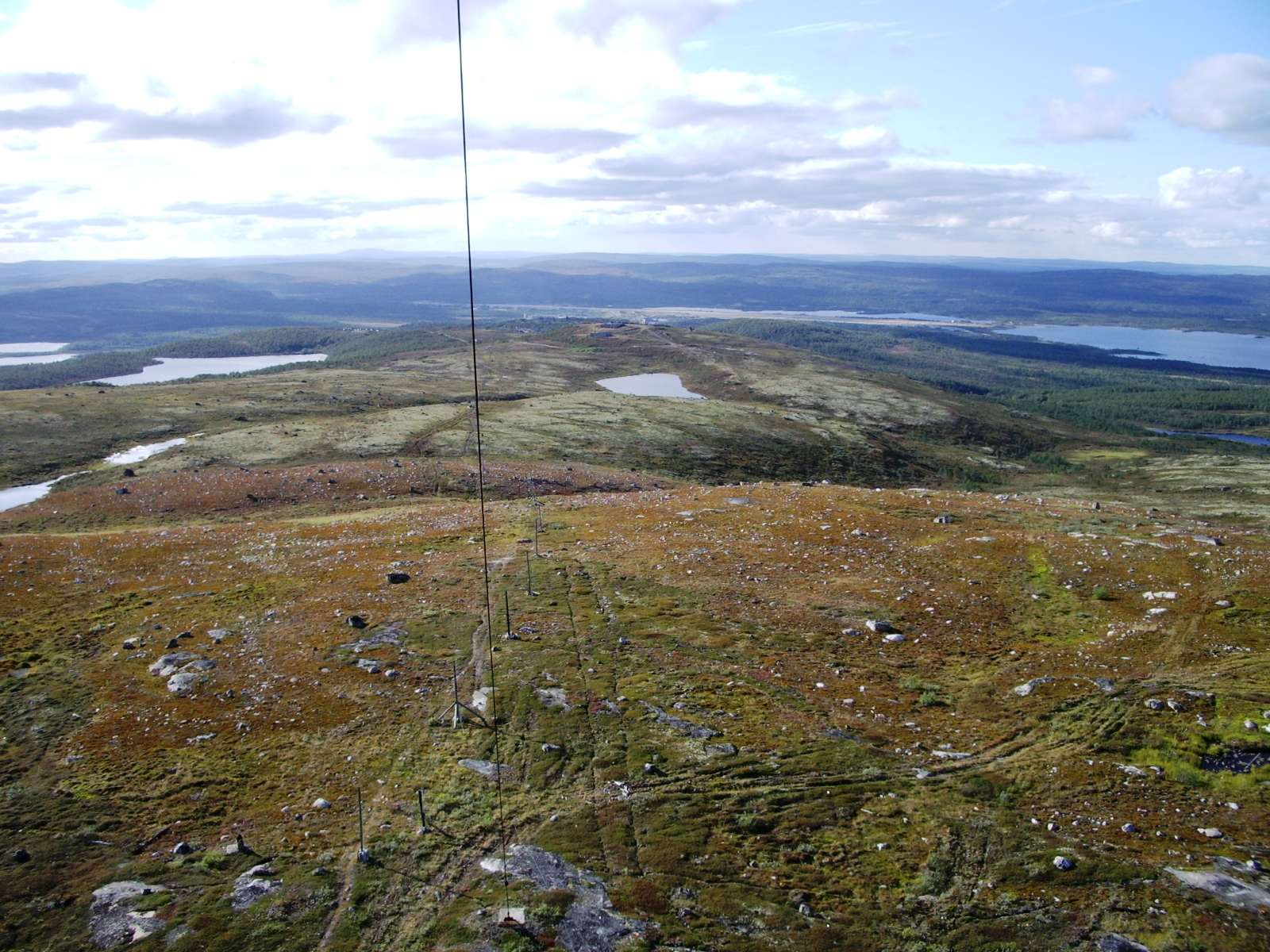
Вид на посёлок